# Nyergesújfalu
Nyergesújfalu (deutsch Neudorf) ist eine ungarische Stadt im Kreis Esztergom im Komitat Komárom-Esztergom.

## Geografische Lage
Nyergesújfalu liegt 23 Kilometer nordöstlich des Komitatssitzes Tatabánya und 15 Kilometer südwestlich der Kreisstadt Esztergom am rechten südlichen Ufer der Donau, die hier etwa einen Kilometer breit ist. Am nördlichen Ufer befindet sich die slowakische Gemeinde  Mužla. Die höchste Erhebung auf dem Gemeindegebiet von Nyergesújfalu ist der 455 Meter hohe Berg Domoszló. Nachbargemeinden sind Lábatlan im Westen und Tát im Osten.

## Geschichte
Der deutsche Name des Ortes lautete Sattel-Neudorf und geht zurück auf eine Pferdestation an der historischen Poststrecke Wien-Budapest. Etwa 20 Prozent der Einwohner führen ihre Herkunft auf Schwaben zurück, die vor etwa 250 Jahren eingewandert sind.
Im Jahr 1913 gab es in der damaligen Großgemeinde 434 Häuser und 2736 Einwohner auf einer Fläche von 7104 Katastraljochen. Sie gehörte zu dieser Zeit zum Bezirk Esztergom im Komitat Esztergom.
Im Ort existierte in den 1920er Jahren eine Künstlerkolonie, deren Leitung in der Zeit der Räterepublik Károly Kernstok hatte.
Nyergesújfalu erhielt 1989 den Status einer Stadt.
Bürgermeisterin des Ortes ist seit 2010 Magdolna Mihelik.

## Gemeindepartnerschaften
Es bestehen folgende Gemeindepartnerschaften:
- Karlsdorf-Neuthard, Baden-Württemberg, seit 1991
- Mužla, Slowakei, seit 2017
- Neu Wulmstorf, Niedersachsen, seit 1991

## Sehenswürdigkeiten
- János-Nyergesi-Gedächtnishaus und Heimatmuseum (Nyergesi János Emlékház És Tájház)
- Reformierte Kirche
- Römisch-katholische Kirche Szent Mihály
- Standbild des Heiligen Stefan (Szent István-szobor)

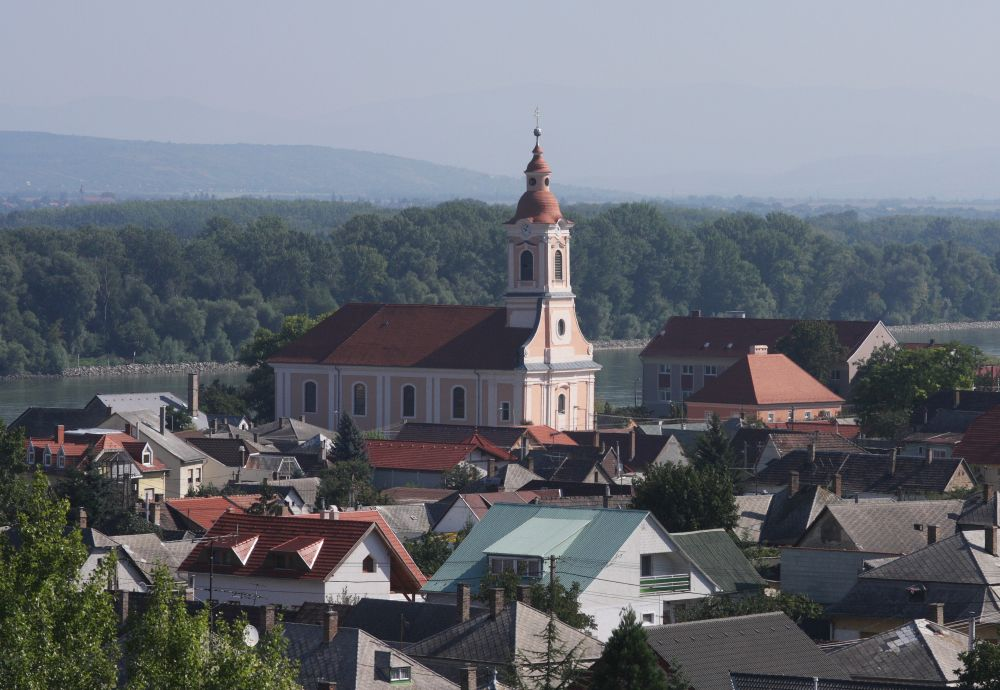
Blick auf Nyergesújfalu mit der römisch-katholischen Kirche, im Hintergrund die Donau
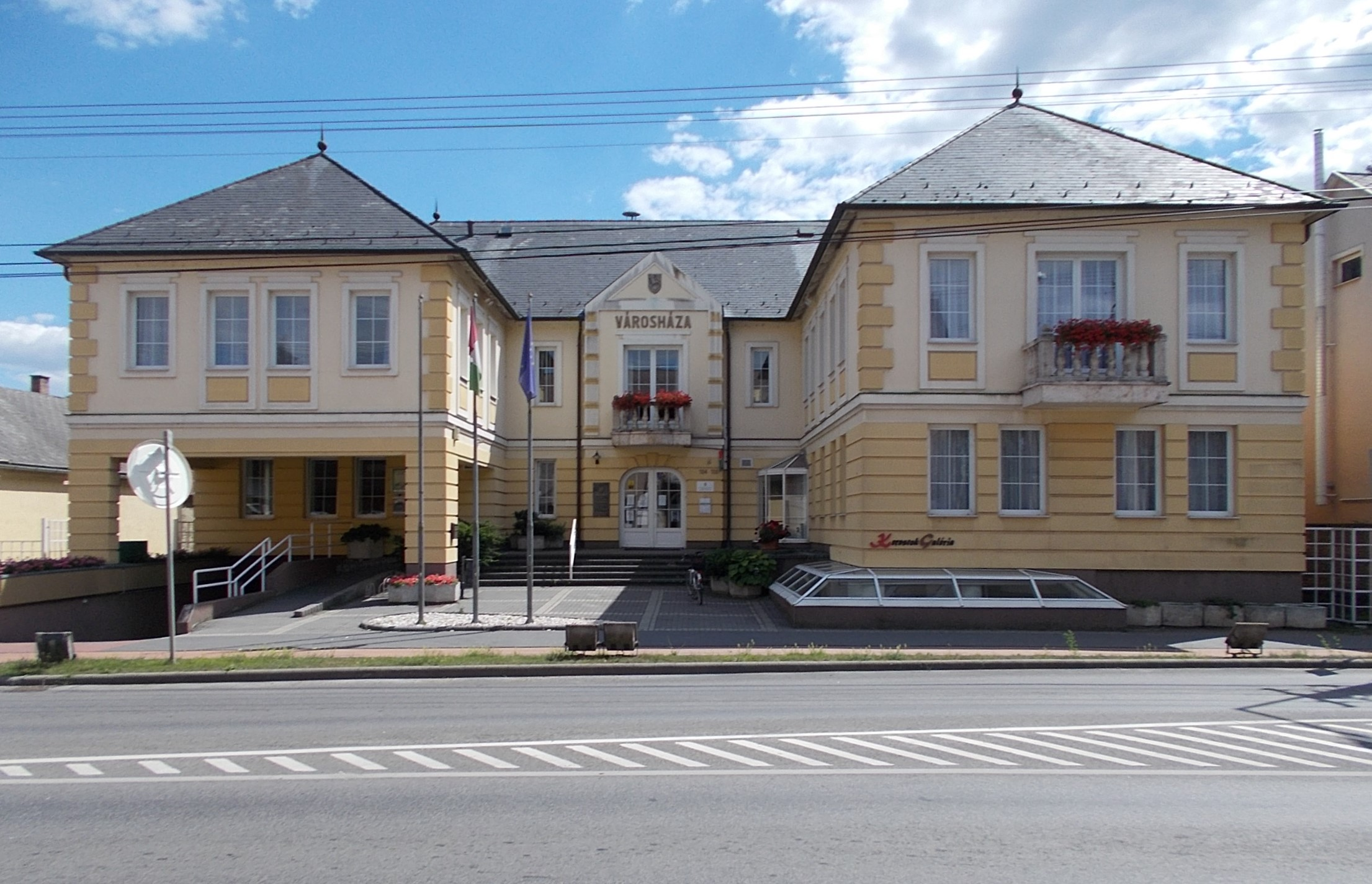
Rathaus
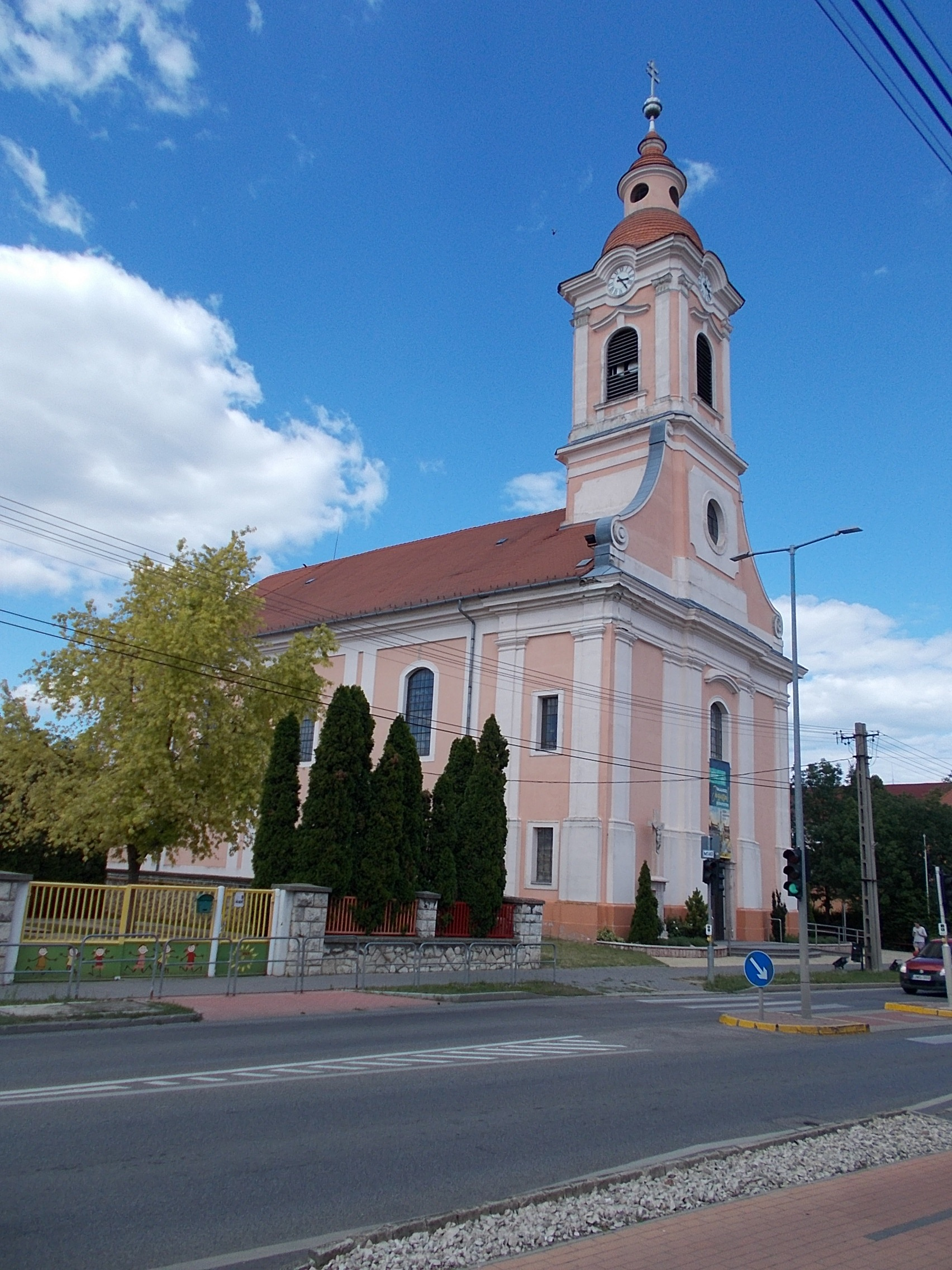
Römisch-katholische Kirche Szent Mihály
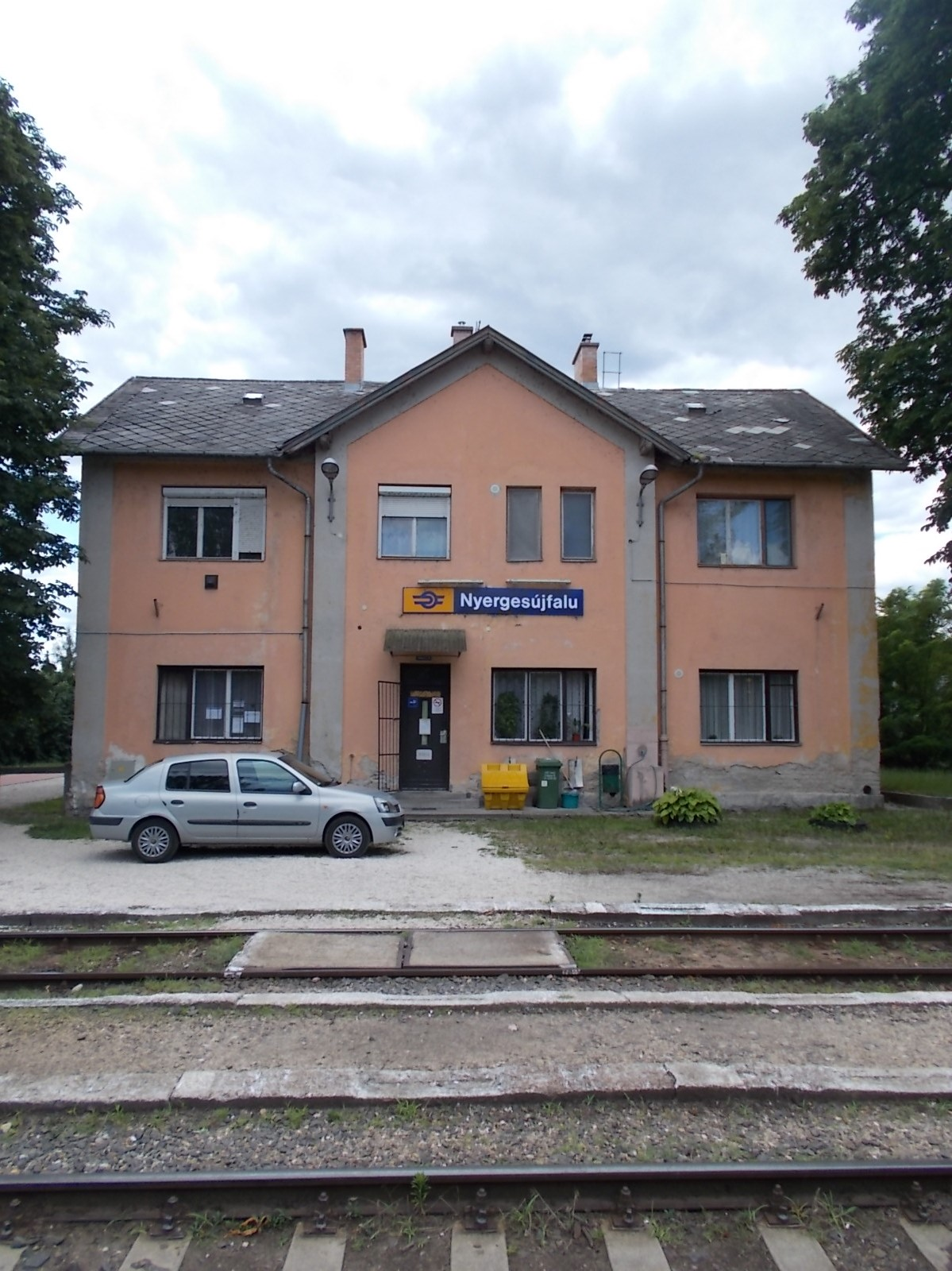
Bahnhofsgebäude
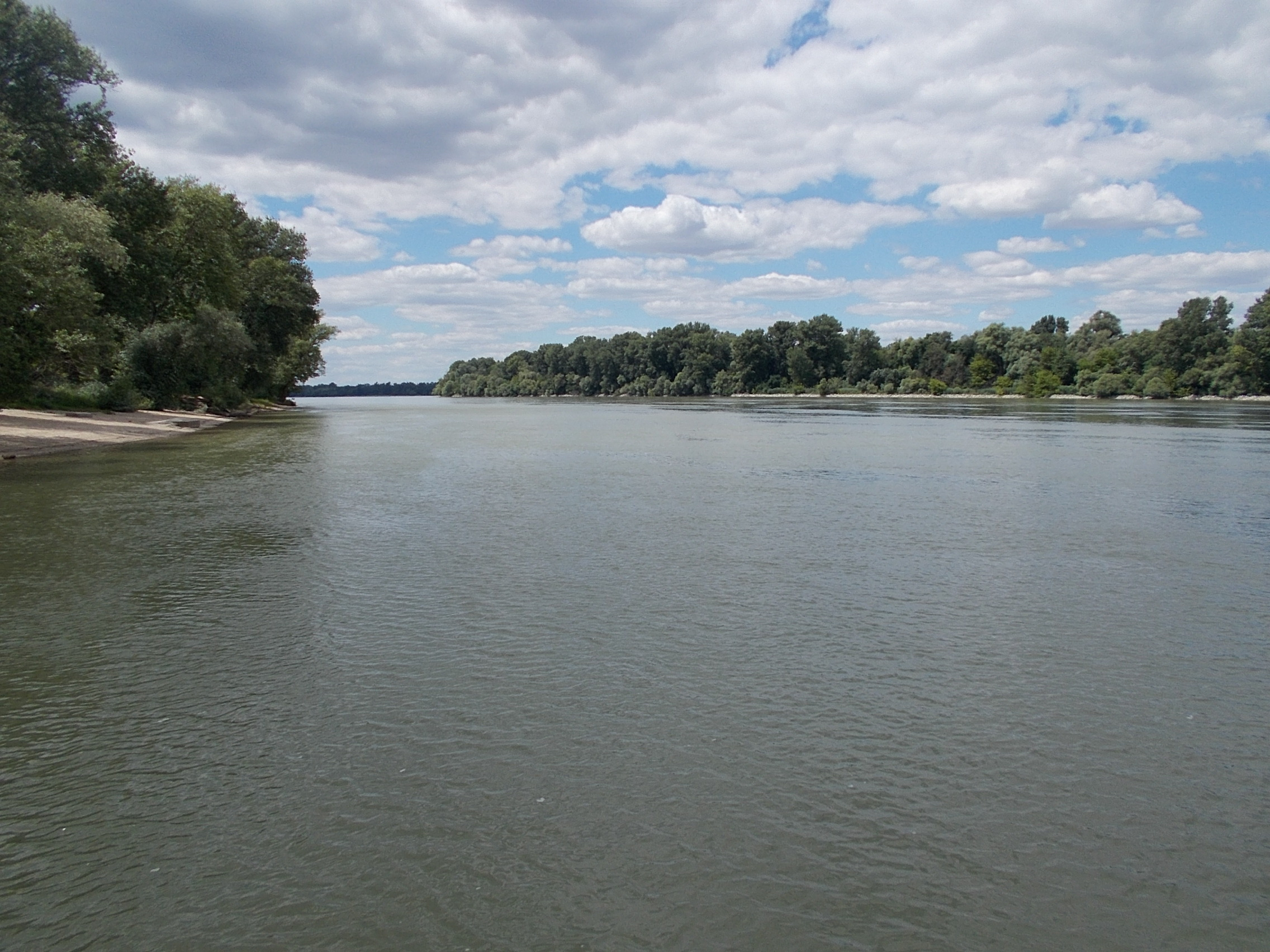
Die Donau bei Nyergesújfalu

## Verkehr
Nyergesújfalu ist angebunden an die Eisenbahnstrecke von Komárom nach Esztergom. Durch die Stadt verläuft die Hauptstraße Nr. 10, die von Győr über Komárom in die Hauptstadt Budapest führt.